# تونی رابرتس (هنرپیشه)
دیوید آنتونی «تونی» رابرتس (به انگلیسی: David Anthony "Tony" Roberts؛ ۲۲ اکتبر ۱۹۳۹ – ۷ فوریهٔ ۲۰۲۵) بازیگر اهل ایالات متحده آمریکا بود.
از جمله فیلم‌هایی که وی در آنها نقش داشته‌است، می‌توان به آنی هال، سرپیکو، دوباره بنواز، سام، آمیتی‌ویل سه‌بعدی، طولانی‌ترین هفته و خاطرات استارداست اشاره‌کرد.